# 国民議会 (アンゴラ)
国民議会 (こくみんぎかい、ポルトガル語: Assembleia Nacional) は、 アンゴラの立法府である。

## 概要
一院制、定数220、任期5年。
拘束名簿式比例代表制により選出。